# Van Waning
Van Waning is een geslacht afkomstig uit Goor in Twente.

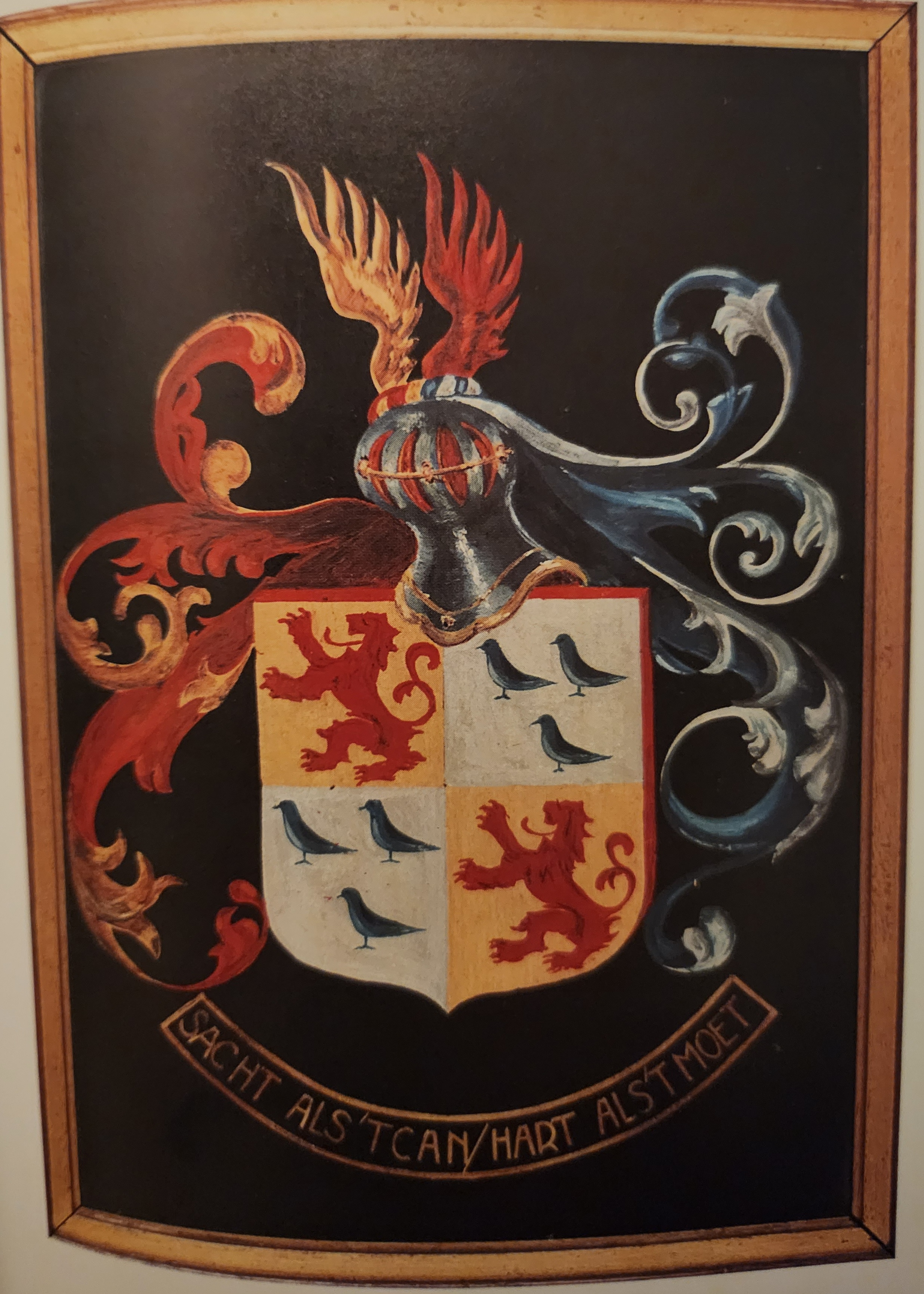

De genealogie vangt aan met Roloff Waninck, procurator van borgmannen (1572), kerkmeester (1572/1604/1610) en burgemeester (1604) van Goor. Aan het begin van de zeventiende eeuw vestigde de familie zich in Amsterdam en kwam tot welstand via de makelaardij en handel in peulvruchten. Jacob van Waning (1682-1749) vestigde zich als eerste van de familie in Rotterdam. Het overzicht hieronder begint met zijn kleinzoon.
De familie leverde notarissen, burgemeesters, enkele zeeofficieren, kunstenaars en industriëlen in de Nederlandse betonfabricage.
In 1949 werd de genealogie van de familie van Waning opgenomen in het genealogische naslagwerk Nederland's Patriciaat; heropname volgde in 2005.

## Bekende telgen
- Jacob van Waning (1748-1785), koopman, lid firma van Waning & Zn., procureur en notaris te Rotterdam
  - Johan Leonard van Waning (1777-1832), procureur te Vlaardingen, gemeentesecretaris Vlaardingerambacht
    - Johannes van Waning (1808-1850), kapitein ter koopvaardij, medeoprichter Maatschappij Tot Nut der Zeevaart

  - Jacob van Waning (1779-1836), schout
    - Jacob Isaac van Waning (1815-1843)
      - Jacob Isaac van Waning (1840-1917), architect-ingenieur, industrieel en betonpionier
        - Jacob Isaac van Waning (1874-1959), industrieel, directeur nv Koninklijke Rotterdamsche Betonijzermaatschappij v/h van Waning & Co., oprichter en directeur Hollandsche Zandzuigerij
          - Clementine Elizabeth van Waning (1913-2017), kunstschilderes
          - Jacob Isaac van Waning (1915-2000), industrieel, directeur Koninklijke Rotterdamsche Beton- en Aannemingmaatschappij v/h van Waning & Co. nv. 
            - Jaap van Waning (1946), bouwondernemer

      - Willem Johannes Philippus van Waning (1844-1915)
        - Willem Johannes Philippus van Waning (1897-1968)

    - Willem van Waning (1817-1895)
      - Jacob van Waning (1859-1937), burgemeester
        - Christiaan Jan Willem van Waning (1901-1989), commandeur Koninklijke Nederlandse Marine en president-directeur Rotterdamsch Rijnvaart Bedrijf NV. 
          - Jan-Willem van Waning (1938), militair en Tweede Kamerlid

  - Wilhelm(us) van Waning (1785-1818), apotheker te 's-Hertogenbosch
    - Daniel Pieter Johan van Waning (1817-1876), notaris te 's-Gravenhage
      - Cornelis Anthonij (Kees) van Waning (1861-1929), kunstschilder
      - Gijsbertus Martinus van Waning (1865-1922), referendaris Raad van State
        - Martin van Waning (1889-1972), beeldhouwer en schilder

Geslachten die opgenomen zijn in het sinds 1910 verschijnende genealogische naslagwerk Nederland's Patriciaat. Lijst volgens opgave van het CBG Centrum voor familiegeschiedenis.
A · B · C · D · E · F · G · H · I · J · K · L · M · N · O · P · Q · R · S · T · U · V · W · Y · Z